# Asistente de aparcamiento

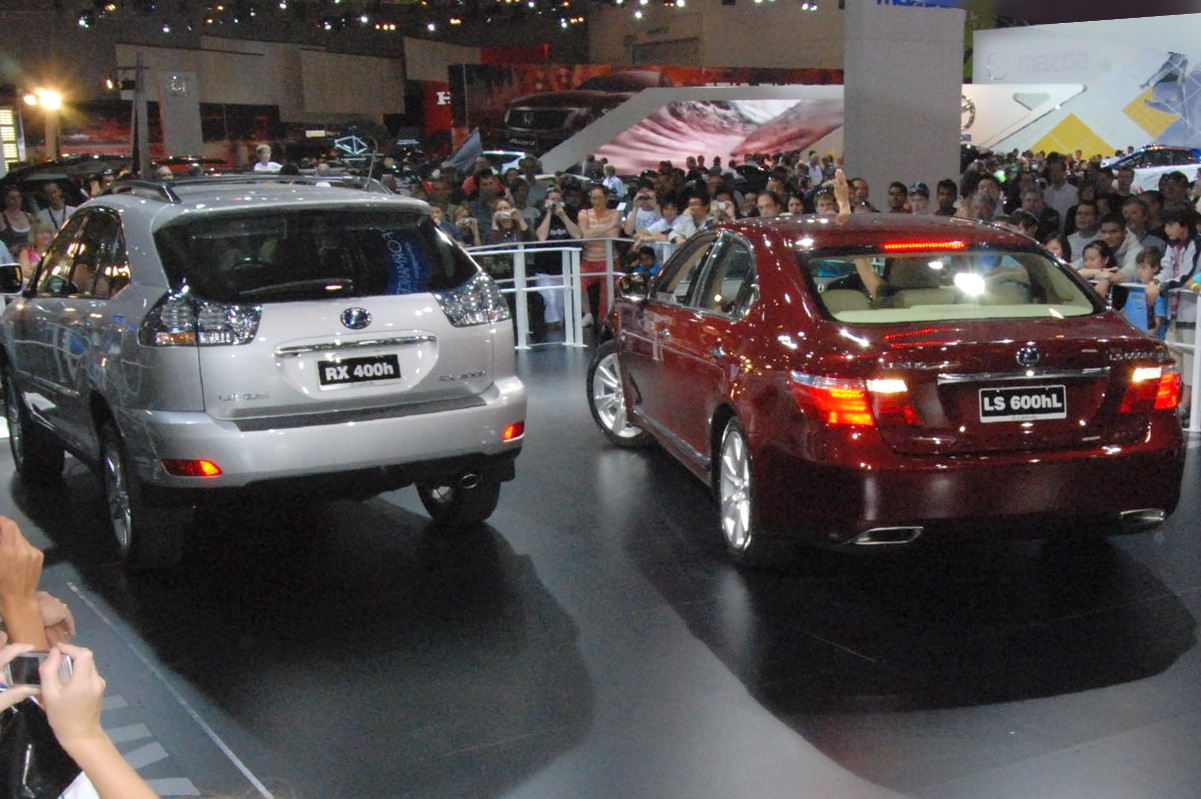
Asistente de Aparcamiento

Un asistente de aparcamiento es un sistema electrónico que facilita el aparcamiento de un vehículo, especialmente en espacios reducidos.

## Sistemas pasivos
Bajo esta categoría pueden incluirse puntos orientativos en el vehículo o en la plaza de aparcamiento, que ayudan a determinar la posición del vehículo respecto a este. Ejemplo de estos sistemas son las barras flexibles a los extremos del parachoques delantero en algunos camiones antiguos, ya que este no es visible desde la cabina.
Los predecesores surgieron en los años 60, algunos vehículos de lujo de tamaño grande (especialmente Cadillac y Mercedes-Benz) integraron en su diseño las, por aquel entonces, populares aletas traseras que servían como puntos orientativos adicionales en la parte trasera del vehículo. Mercedes-Benz implementó en la S-Classe S (W140) dos antenas expandibles a ambos lados del maletero para facilitar la marcha atrás al aparcar. Estas antenas fueron después reemplazadas por un sistema de aparcamiento activo.

## Sistemas activos
En el 2008 existen dos tipos de conceptos de reglaje utilizados en vehículos. Independientemente del concepto implementado el conductor del vehículo recibirá, según el fabricante, una señal acústica u óptica o una mezcla de ambos según la distancia a un objeto. La versión exclusivamente acústica alterará la frecuencia del pitido hasta hacerlo continuo a medida que el vehículo se aproxime a un objeto, activándose a distancias menores de aprox. 30 cm. Los sistemas óptico-acústicos muestran por medio de LEDs o gráficos la distancia de forma visual. El BMW X5 supuso un avance en este campo haciendo uso de una cámara trasera y de ayudas gráficas en forma de guía (overlays) mostrando dinámicamente la ruta seguida por el vehículo según el giro del volante y así ver la trayectoria teórica de este en la pantalla de la videocámara.

### Sistemas basados en ultrasonidos
Estos sistemas funcionan con sensores de ultrasonidos, que están integrados en los parachoques. Se diferencia entre sistemas de 2, 4 y 6 canales, o sensores circulares insertados y pintados con el mismo color que su entorno. Cuantos más sensores más precisa será la medición resultante de todos ellos, si bien, como es evidente, un vehículo más ancho precisará de más sensores que uno estrecho. Los sensores envían y reciben señales de ultrasonidos y envían los datos recibidos a una centralita electrónica para que sean procesados y se calcule la distancia menor a un objeto.
El primer asistente de aparcamiento basado en este sistema fue desarrollado por la empresa Hella para el fabricante Volkswagen. Según el fabricante tiene diferentes denominaciones, Audi lo denomina APS (Acoustic Parking System), BMW PDC (Park Distance Control), Mercedes-Benz PARKTRONIC y Volkswagen ParkPilot. 
El campo de aplicación de este sistema se ha incrementado y actualmente llegan a estar operativos a una velocidad de 20 km/h para la medición de la distancia al vehículo anterior en situaciones de atascos de tráfico en las que se circule a una velocidad limitada. Existen elementos como frenos a presión en camiones u omnibuses o martinetes neumáticos que pueden provocar interferencias. Estos dispositivos pueden instalarse post-venta.

### Sistemas basados en radar
El primer sistema basado en radar fue posible por medio de un radar próximo al área de milímetros y fue comercializado con el término Parkassistent en 2005 en el Mercedes-Benz Clase-S (W221) así como en 2006 en el Clase-CL (C216) en combinación con el regulador automático de distancia. El principio de medición es el mismo que el de los ultrasonidos, pero usando señales de radar. La ventaja es que no se necesitan sensores adicionales, lo que trae consigo una serie de ventajas:
- Ahorro de costes, complejidad técnica y peso, ya que todos los componentes necesarios están incluidos en el regulador automático de distancia.
- No son necesarios sensores en el parachoques pues el radar funciona a través de este.
- En los casos en los que se eche el vehículo marcha atrás de forma veloz este sistema, con un tiempo de reacción menor, será capaz de avisar y también para objetos situados a mayor distancia.
- Este sistema es inmune a fuentes de señales ultrasonicas externas.

La desventaja de este sistema se presenta en situaciones con precipitación de lluvia importante. Los sensores del radar pueden, ocasionalmente, reconocer la lluvia frente al parachoques como un obstáculo.

## Sistemas autoaparcamiento
Además de los sistemas que controlan la distancia del vehículo a los objetos cercanos, también hay asistentes de aparcamiento que se encargan de realizar la maniobra completa por sí solos, girando el volante y desplazando el vehículo de forma automática. La base es un sistema de aparcamiento activo tal y como los descritos previamente junto con una servo electromecánica, propulsada por un electromotor, así como sensores de medición en dirección transversal a la dirección de movimiento del vehículo. Algunos requieren también de una cámara trasera con la que el conductor pueda elegir la plaza de aparcamiento deseada antes de que comience la maniobra de aparcamiento automática.
Después de que la maniobra se inicie al presionar el botón, los sensores miden en dirección transversal el hueco libre. Si el tamaño de la plaza de aparcamiento es el suficiente, el conductor recibirá una notificación. El conductor no tiene más que parar el vehículo a una cierta distancia de la plaza de aparcamiento, poner la marcha de atrás y pisar el pedal del acelerador con cuidado si la situación del tráfico lo permite. El asistente de giro se encarga de girar el volante en ambas direcciones. En el momento en que el vehículo alcanza la distancia mínima hacia atrás, el conductor debe frenar, poner la marcha hacia delante y entonces él mismo ha de conducir hacia delante. Las maniobras necesarias se llevan a cabo con la ayuda de guías de clotoide con un cálculo constante de recorrido del ángulo. Debido a que el conductor es quien pisa el freno y el acelerador, es él el responsable del aparcamiento. Este tipo de sistemas están disponibles en las casas Audi, Lexus, Toyota y Volkswagen.